# Harrogate District
Harrogate var mellan 1974 och 2023 ett distrikt i Storbritannien. Det låg i grevskapet i North Yorkshire i riksdelen England, i den centrala delen av landet, 300 km norr om huvudstaden London. Distriktet hade 157 869 invånare (2011).
Den 1 april 2023 blev det en del av den nya enhetskommunen North Yorkshire.